# 圣玛利亚号

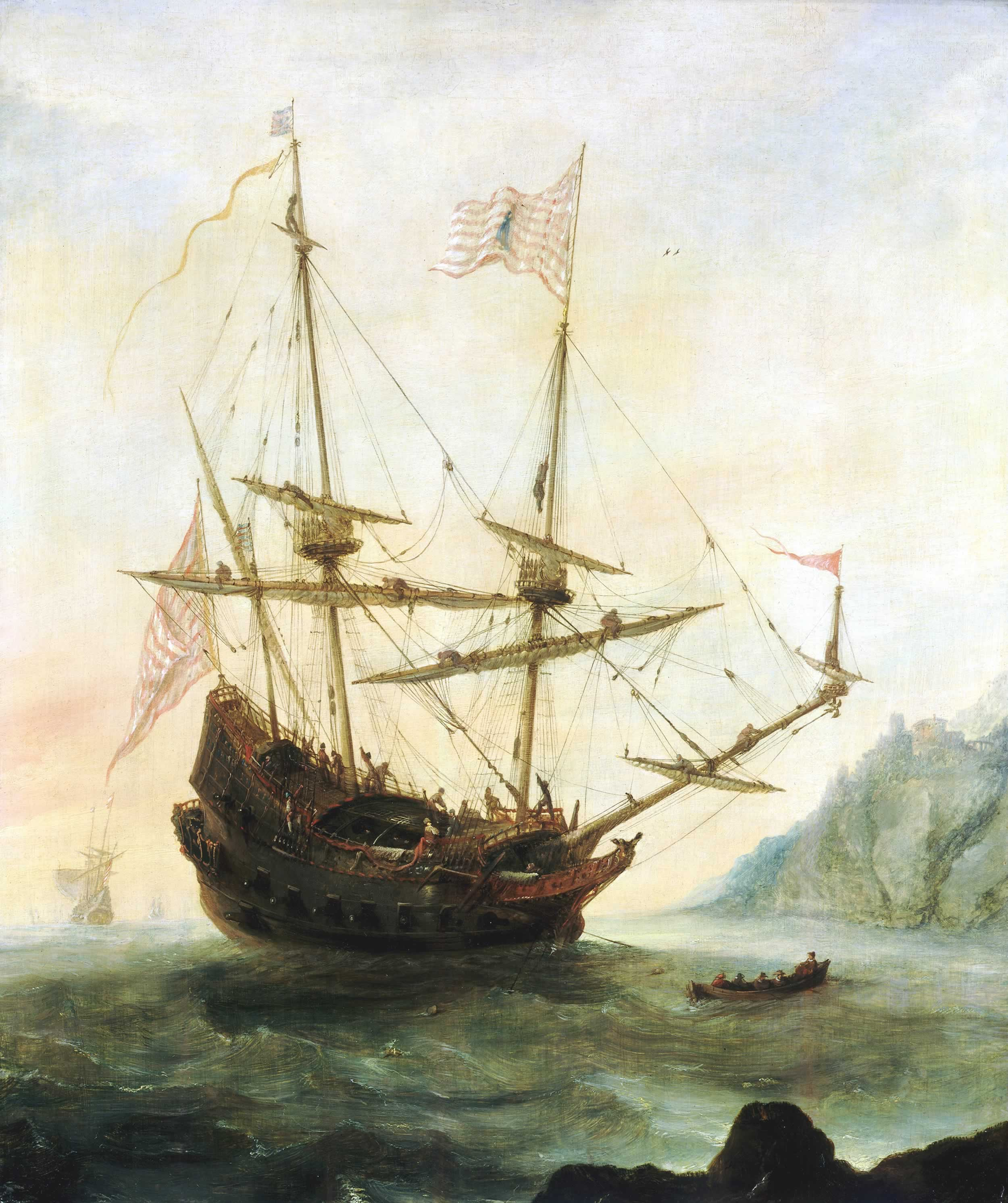
圣玛利亚号的想像圖

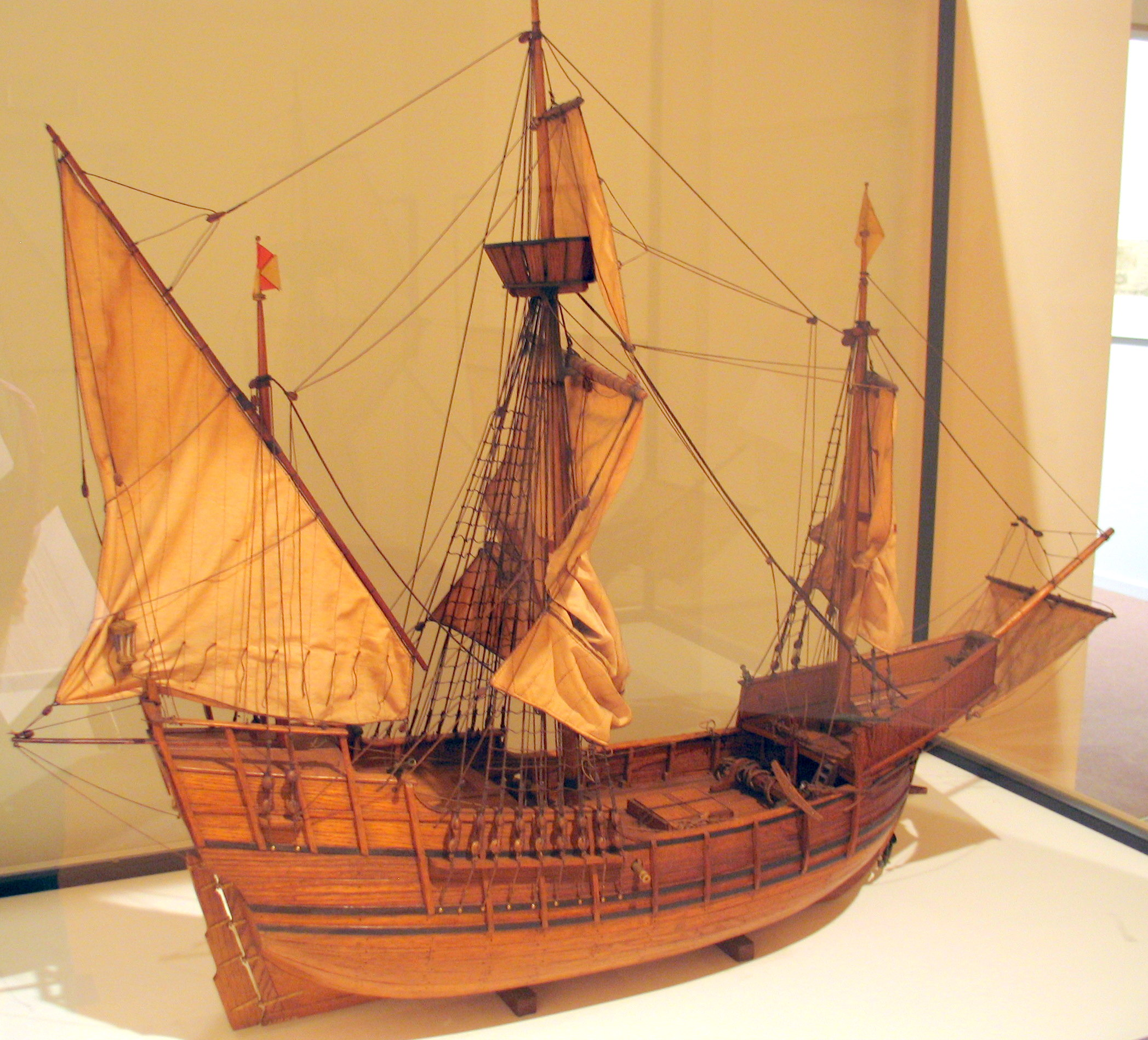
圣玛利亚号（模型）

聖瑪利亞號（西班牙語：Santa María）是1492-1493年，克里斯多福·哥伦布首航美洲舰队三艘船中的旗舰。聖瑪利亞號可能是一艘中等大小的克拉克帆船。关于它在1492年前的历史我们一无所知。

## 历史
于1492年8月3日（星期五），哥伦布成为了聖瑪利亞號的船长，并以聖瑪利亞號为哥伦布首航舰队的旗舰，正式于西班牙起航。于1492年12月25日，聖瑪利亞號在伊斯帕尼奥拉岛附近海上搁浅，并且很快就断裂，哥伦布最终被逼弃船，改用尼尼亚号为旗舰。有关聖瑪利亞號断离的原因，学者归因于其北方的建造者错加铁钉，令到船身受力不正常，未能承担远航任务。

## 吨位和尺寸
聖瑪利亞號的吨位和尺寸并没有留下任何历史记录。因为哥伦布于其《航海日志》中，多次称其为la nao（克拉克帆船），而不是la carabela或las carabelas（卡拉維爾帆船），一般估计其比同航的尼尼亚号和平塔号为大，而且是圆和矮矮胖胖的。薩繆爾·艾略特·莫里森（Samuel Eliot Morison）估计其吨位不大于100吨。